# 長崎国際ゴルフ倶楽部
長崎国際ゴルフ倶楽部（ながさきこくさいゴルフくらぶ）は、長崎県諫早市にあるゴルフ場である。

## 概要
1951年（昭和26年）、「雲仙ゴルフ場」（1913年（大正2年）開場、設計・B・オーレス）の、米軍による接収が解除された。大洋漁業株式会社社長・中部悦良（長崎放送株式会社社長）は、雲仙ゴルフ場に間借りして「長崎雲仙ゴルフクラブ」を設立した。その3年後、1955年（昭和30年）1月、中部は間借りではなく新たなコースの建設に向け、高射砲陣地跡を用地として、「長崎カンツリー倶楽部」9ホール、2,772ヤード、パー36のコースを開場した。その後、周囲から「あれでは練習場じゃないか」との批評があることから、新たな用地の検討が開始された。
新たな用地に決まったのが、1962年（昭和37年）10月、諫早市飯盛町牧野高原（現在地）だったが、中部悦良の急逝により義弟の大洋漁業副社長・中部利三郎（長崎放送2代目社長）が継承した。建設用地は、1963年（昭和38年）5月28日、ほぼ買収が完了したことから、経営母体「長崎土地開発株式会社」を設立し、代表取締役社長に中部利三郎が就任した。
コース設計は、当初は間野貞吉に依頼することが決まっていたが、中部から「下関ゴルフ倶楽部」（1956年（昭和31年）開場、設計・上田治）、「門司ゴルフ倶楽部」（1934年（昭和9年）開場、設計・上田治）、「廣野ゴルフ倶楽部」（1932年（昭和7年）開場、設計・C・H・アリソン）のようなゴルフ場をとの希望があり上田治に依頼することになった。「日本の代表的ゴルフ場に匹敵するものを造れ」が注文だった。
1963年（昭和38年）9月4日、コースの造成工事が着工され、1964年（昭和39年）9月20日、コースが完成し、18ホール、6,475ヤード、パー72のゴルフ場が開場された。下関ゴルフ倶楽部は中部悦良から途中で引き継いだが、「長崎国際ゴルフ倶楽部は、初めから終わりまで中部利三郎が手塩にかけて造ったゴルフ場」である。

## 所在地
〒854-0054 長崎県諫早市小ヶ倉町51番地

## コース情報
- 開場日 - 1964年9月20日
- 設計者 - 上田 治
- 面積 - 990,000m2（約29.9万坪）
- コースタイプ - 丘陵コース
- コース - 18ホールズ、パー72、7,090ヤード、コースレート73.5
- フェアウェー - コウライ
- ラフ - ノシバ
- グリーン - 1グリーン、コウライ
- ラウンドスタイル - キャディ・セルフ選択可、全組キャディ付、歩いてのラウンド
- 練習場 - 30打席280ヤード
- 休場日 - 1月1日[1][2]

## クラブ情報
- ハウス面積 - 2,315m2（700.2坪）
- ハウス設計 - 株式会社 大林組
- ハウス施工 - 株式会社 大林組[1][2]

## ギャラリー
- コース - 「長崎国際ゴルフ倶楽部」、コース紹介、2021年4月11日閲覧
- ハウス - 「長崎国際ゴルフ倶楽部」、施設紹介、2021年4月11日閲覧

## 交通アクセス
- 鉄道 - JR九州（長崎本線・大村線）・島原鉄道 - 諫早駅より タクシー利用約10分
- 道路 - 長崎自動車道 - 諌早ICより 約7km[3]

## 関連文献
- 『ゴルフ場ガイド 西版』、2006-2007、「長崎国際ゴルフ倶楽部」、東京 ゴルフダイジェスト社、2006年5月、2021年4月11日閲覧
- 『美しい日本のゴルフコース BEAUTIFUL GOLF CULTURE IN JAPAN 日本のゴルフ110年記念 ゴルフは日本の新しい伝統文化である』、ゴルフダイジェスト社「美しい日本のゴルフコース」編纂委員会編、「飛行場に最適な諫早南西部牧野高原に生まれた長崎初の本格的コース」、東京 ゴルフダイジェスト社、2013年12月、2021年4月11日閲覧